# Breaking tại Thế vận hội Mùa hè 2024 – B-Boy
Nội dung breaking B-Boy tại Thế vận hội Mùa hè 2024 diễn ra vào ngày 10 tháng 8 năm 2024. Kết quả, Philip Kim (Phil Wizard) của Canada giành huy chương vàng, Danis Civil (Dany Dann) của Pháp giành huy chương bạc và Victor Montalvo (Victor) của Hoa Kỳ giành huy chương đồng.

## Hạt giống
Việc xếp hạt giống được dựa trên Bảng xếp hạng thế giới của WDSF tính đến ngày 1 tháng 1 năm 2024.
| Hạt giống | Vận động viên           | Biệt danh   |
| --------- | ----------------------- | ----------- |
| 1         | Shigeyuki Nakarai (JPN) | Shigekix    |
| 2         | Philip Kim (CAN)        | Phil Wizard |
| 3         | Jeffrey Louis (USA)     | Jeffro      |
| 4         | Amir Zakirov (KAZ)      | Amir        |
| 5         | Menno van Gorp (NED)    | Menno       |
| 6         | Gaetan Alin (FRA)       | Lagaet      |
| 7         | Danis Civil (FRA)       | Dany Dann   |
| 8         | Victor Montalvo (USA)   | Victor      |
| 9         | Hiroto Ono (JPN)        | Hiro10      |
| 10        | Oleg Kuznietsov (UKR)   | Kuzya       |
| 11        | Lee-Lou Demierre (NED)  | Lee         |
| 12        | Bilal Mallakh (MAR)     | Billy       |
| 13        | Sun Chen (TPE)          | Quake       |
| 14        | Kim Hong-Yul (KOR)      | Hongten     |
| 15        | Jeffrey Dunne (AUS)     | J Attack    |
| 16        | Tề Hương Vũ (CHN)       | Lithe-ing   |

## Kết quả

### Vòng bảng

#### Bảng A
| Hạng | Breaker (hạt giống)   | Biệt danh | Quốc gia   | Số vòng | Số điểm | Ghi chú         |
| ---- | --------------------- | --------- | ---------- | ------- | ------- | --------------- |
| 1    | Victor Montalvo (8)   | Victor    | Hoa Kỳ     | 5       | 35      | Vào vòng tứ kết |
| 2    | Shigeyuki Nakarai (1) | Shigekix  | Nhật Bản   | 4       | 38      | Vào vòng tứ kết |
| 3    | Tề Hương Vũ (16)      | Lithe-ing | Trung Quốc | 3       | 27      |                 |
| 4    | Hiroto Ono (9)        | Hiro10    | Nhật Bản   | 0       | 8       |                 |

#### Bảng B
| Hạng | Breaker (hạt giống)  | Biệt danh   | Quốc gia | Số vòng | Số điểm | Ghi chú         |
| ---- | -------------------- | ----------- | -------- | ------- | ------- | --------------- |
| 1    | Philip Kim (2)       | Phil Wizard | Canada   | 5       | 40      | Vào vòng tứ kết |
| 2    | Danis Civil (7)      | Dany Dann   | Pháp     | 4       | 37      | Vào vòng tứ kết |
| 3    | Oleg Kuznietsov (10) | Kuzya       | Ukraina  | 3       | 29      |                 |
| 4    | Jeffrey Dunne (15)   | J Attack    | Úc       | 0       | 2       |                 |

#### Bảng C
| Hạng | Breaker (hạt giống)   | Biệt danh | Quốc gia | Số vòng | Số điểm | Ghi chú         |
| ---- | --------------------- | --------- | -------- | ------- | ------- | --------------- |
| 1    | Jeffrey Louis (3)     | Jeffro    | Hoa Kỳ   | 5       | 37      | Vào vòng tứ kết |
| 2    | Lee-Lou Demierre (11) | Lee       | Hà Lan   | 4       | 29      | Vào vòng tứ kết |
| 3    | Kim Hong-Yul (14)     | Hongten   | Hàn Quốc | 2       | 27      |                 |
| 4    | Gaetan Alin (6)       | Lagaet    | Pháp     | 1       | 15      |                 |

#### Bảng D
| Hạng | Breaker (hạt giống) | Biệt danh | Quốc gia          | Số vòng | Số điểm | Ghi chú         |
| ---- | ------------------- | --------- | ----------------- | ------- | ------- | --------------- |
| 1    | Menno van Gorp (5)  | Menno     | Hà Lan            | 6       | 49      | Vào vòng tứ kết |
| 2    | Amir Zakirov (4)    | Amir      | Kazakhstan        | 4       | 29      | Vào vòng tứ kết |
| 3    | Sun Chen (13)       | Quake     | Đài Bắc Trung Hoa | 2       | 26      |                 |
| 4    | Bilal Mallak (12)   | Billy     | Maroc             | 0       | 4       |                 |

### Vòng đấu loại trực tiếp
|  | Tứ kết            | Tứ kết            |                 |        | Bán kết                    | Bán kết                    |  |  | Trận tranh huy chương vàng | Trận tranh huy chương vàng |
|  |                   |                   |                 |        |                            |                            |  |  |                            |                            |
|  | 10 tháng 8        |                   |                 |        |                            |                            |  |  |                            |                            |
|  |                   |                   |                 |        |                            |                            |  |  |                            |                            |
|  | Dany Dann (FRA)   | 2 (14)            |                 |        |                            |                            |  |  |                            |                            |
|  | Dany Dann (FRA)   | 2 (14)            | 10 tháng 8      |        |                            |                            |  |  |                            |                            |
|  | Jeffro (USA)      | 1 (13)            |                 |        |                            |                            |  |  |                            |                            |
|  | Jeffro (USA)      | 1 (13)            | Dany Dann (FRA) | 2 (15) |                            |                            |  |  |                            |                            |
|  | 10 tháng 8        |                   | Dany Dann (FRA) | 2 (15) |                            |                            |  |  |                            |                            |
|  |                   | Victor (USA)      | 1 (12)          |        |                            |                            |  |  |                            |                            |
|  | Victor (USA)      | Victor (USA)      | 1 (12)          | 3 (24) |                            |                            |  |  |                            |                            |
|  | Victor (USA)      |                   | 10 tháng 8      | 3 (24) |                            |                            |  |  |                            |                            |
|  | Amir (KAZ)        | 0 (3)             |                 |        |                            |                            |  |  |                            |                            |
|  | Amir (KAZ)        | 0 (3)             | Dany Dann (FRA) | 0 (4)  |                            |                            |  |  |                            |                            |
|  | 10 tháng 8        |                   | Dany Dann (FRA) | 0 (4)  |                            |                            |  |  |                            |                            |
|  |                   | Phil Wizard (CAN) | 3 (23)          |        |                            |                            |  |  |                            |                            |
|  | Shigekix (JPN)    | Phil Wizard (CAN) | 3 (23)          | 3 (22) |                            |                            |  |  |                            |                            |
|  | Shigekix (JPN)    | 10 tháng 8        |                 | 3 (22) |                            |                            |  |  |                            |                            |
|  | Menno (NED)       | 0 (5)             |                 |        |                            |                            |  |  |                            |                            |
|  | Menno (NED)       | 0 (5)             | Shigekix (JPN)  | 0 (10) |                            |                            |  |  |                            |                            |
|  | 10 tháng 8        |                   | Shigekix (JPN)  | 0 (10) |                            |                            |  |  |                            |                            |
|  |                   | Phil Wizard (CAN) | 3 (17)          |        | Trận tranh huy chương đồng | Trận tranh huy chương đồng |  |  |                            |                            |
|  | Lee (NED)         | Phil Wizard (CAN) | 3 (17)          | 0 (8)  | Trận tranh huy chương đồng | Trận tranh huy chương đồng |  |  |                            |                            |
|  | Lee (NED)         |                   | 10 tháng 8      | 0 (8)  |                            |                            |  |  |                            |                            |
|  | Phil Wizard (CAN) | 3 (19)            |                 |        |                            |                            |  |  |                            |                            |
|  | Phil Wizard (CAN) | 3 (19)            | Victor (USA)    | 3 (20) |                            |                            |  |  |                            |                            |
|  |                   |                   |                 |        |                            |                            |  |  |                            |                            |
|  | Shigekix (JPN)    | 0 (7)             |                 |        |                            |                            |  |  |                            |                            |
|  | Shigekix (JPN)    | 0 (7)             |                 |        |                            |                            |  |  |                            |                            |

## Bảng xếp hạng chung cuộc
| Hạng | Vận động viên           | Biệt danh   |
| ---- | ----------------------- | ----------- |
| 1    | Philip Kim (CAN)        | Phil Wizard |
| 2    | Danis Civil (FRA)       | Dany Dann   |
| 3    | Victor Montalvo (USA)   | Victor      |
| 4    | Shigeyuki Nakarai (JPN) | Shigekix    |
| 5    | Jeffrey Louis (USA)     | Jeffro      |
| 6    | Lee-Lou Demierre (NED)  | Lee         |
| 7    | Menno van Gorp (NED)    | Menno       |
| 8    | Amir Zakirov (KAZ)      | Amir        |
| 9    | Oleg Kuznietsov (UKR)   | Kuzya       |
| 10   | Tề Hương Vũ (CHN)       | Lithe-ing   |
| 11   | Kim Hong-Yul (KOR)      | Hongten     |
| 12   | Sun Chen (TPE)          | Quake       |
| 13   | Gaetan Alin (FRA)       | Lagaet      |
| 14   | Hiroto Ono (JPN)        | Hiro10      |
| 15   | Bilal Mallakh (MAR)     | Billy       |
| 16   | Jeffrey Dunne (AUS)     | J Attack    |